# Eupithecia lariciata
Eupithecia lariciata là một loài bướm đêm trong họ Geometridae.

## Hình ảnh

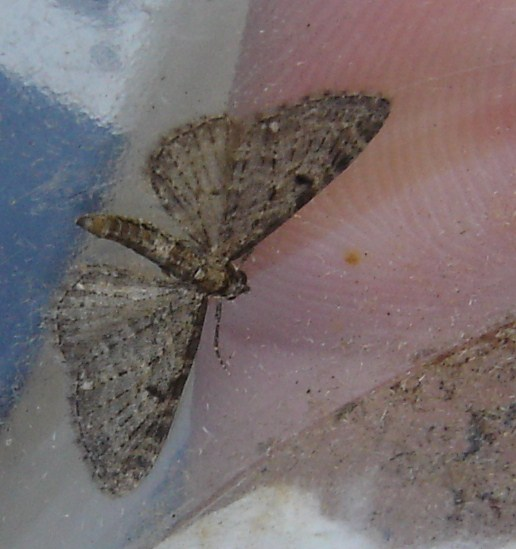
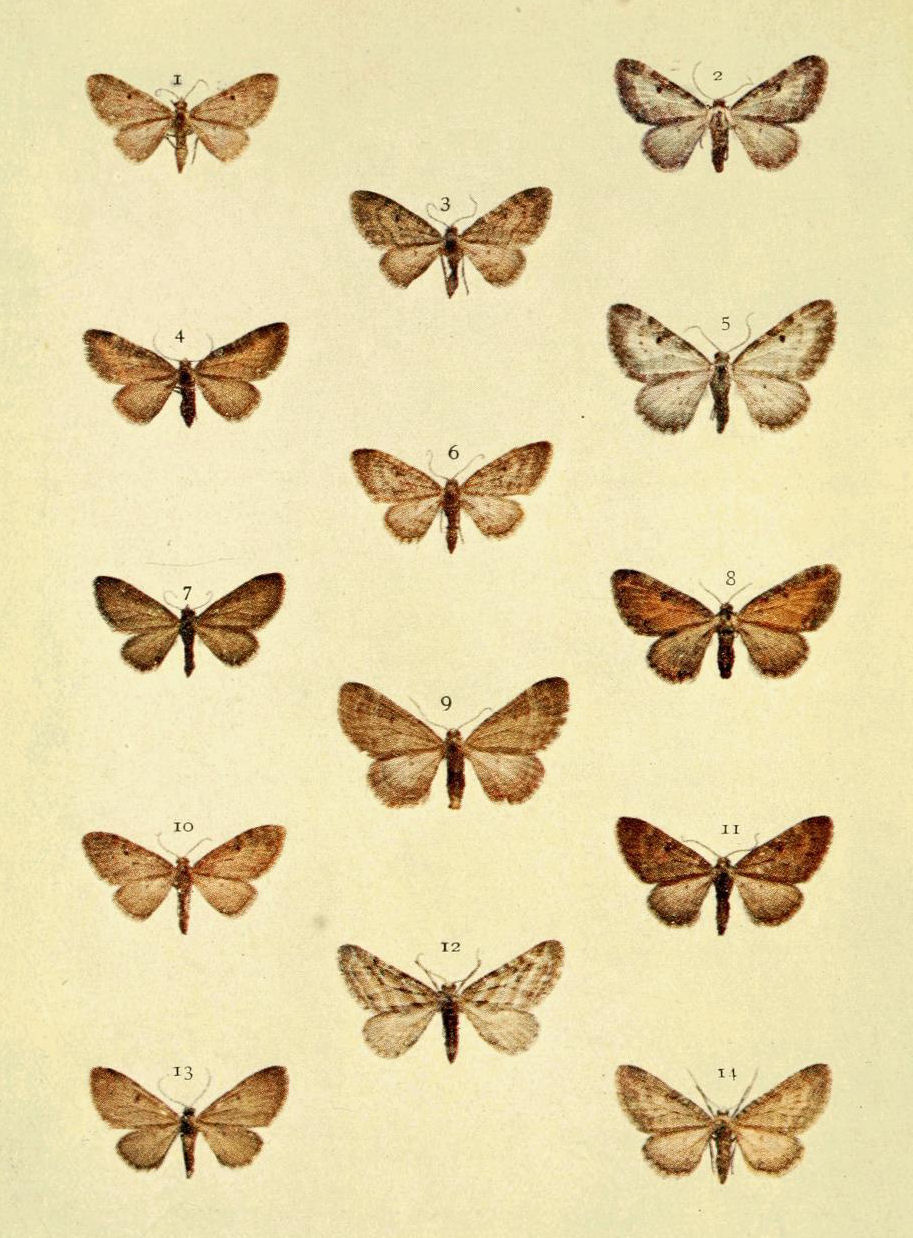